# Daniel Wisser

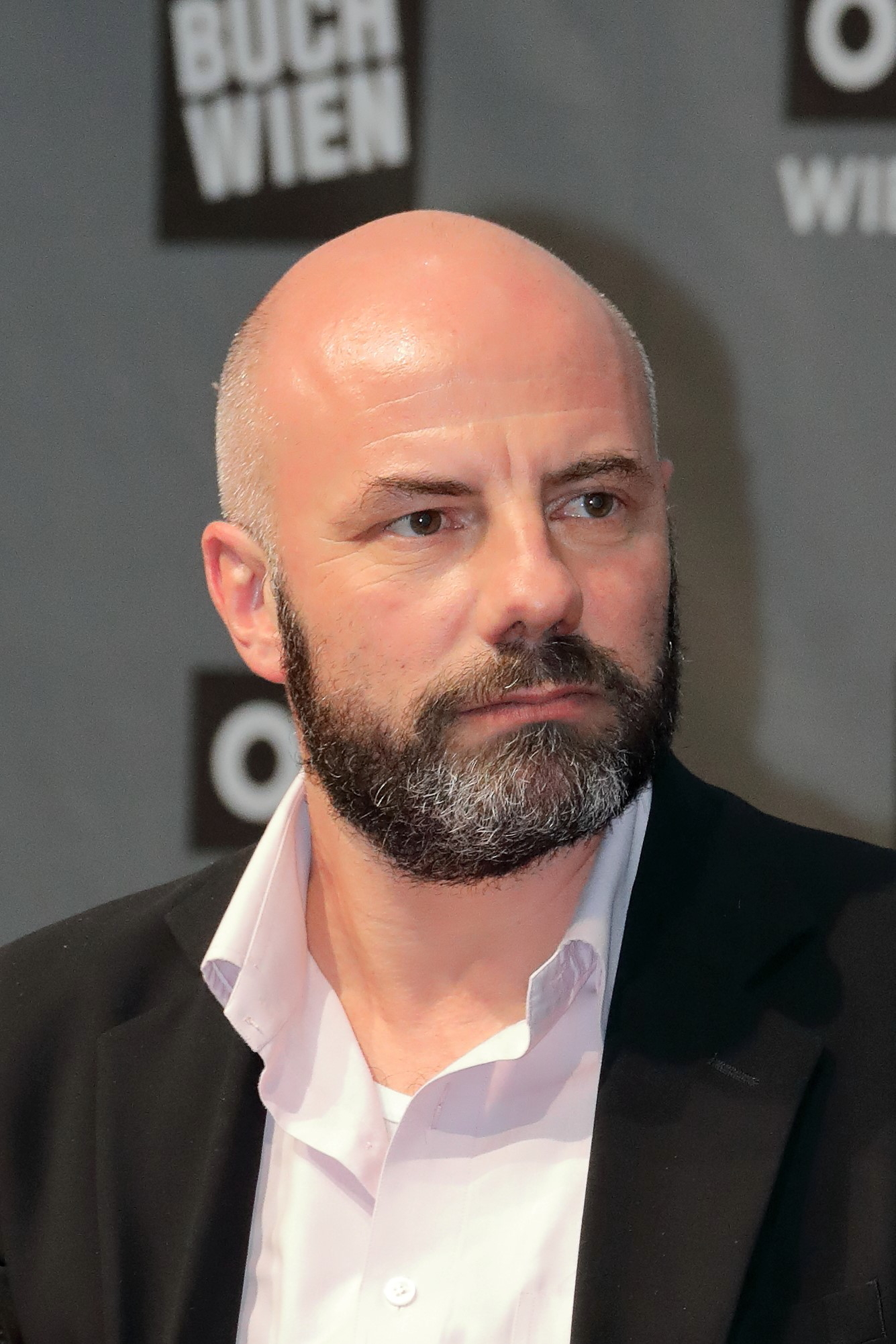
Daniel Wisser (2018)

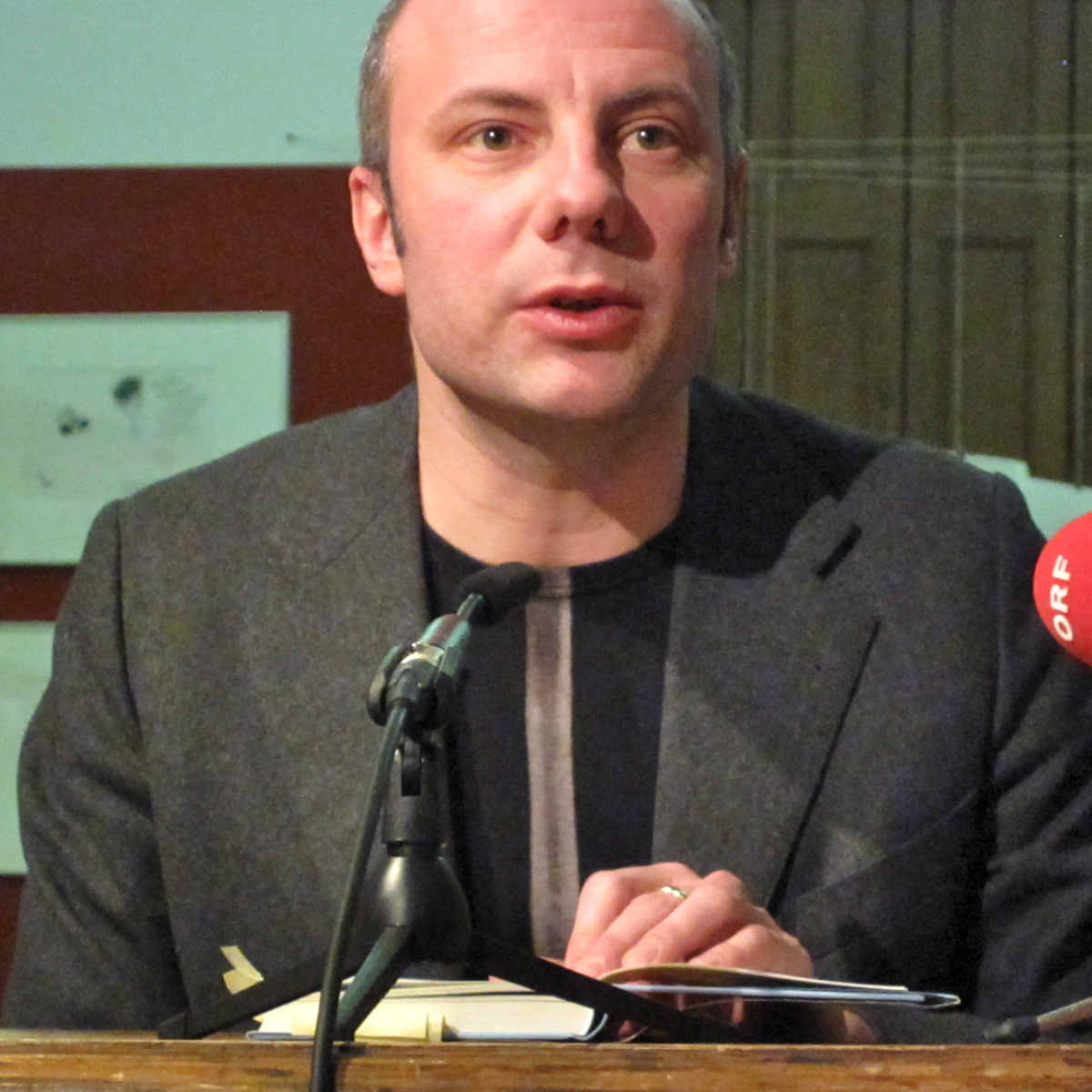
Daniel Wisser liest aus STANDBY im Literaturhaus Graz (2012)

Daniel Wisser (* 21. Mai 1971 in Klagenfurt) ist ein österreichischer Schriftsteller und Musiker, der auch unter dem Pseudonym Simon Ammer veröffentlicht.

## Leben
Daniel Wisser studierte Germanistik an der Universität Wien. Seit 1990 verfasst er Prosa, Lyrik und radiophone Werke und ist als Herausgeber und Verleger zeitgenössischer Literatur tätig. Sein Debütroman Dopplergasse acht erschien 2003 im Ritter Verlag. 2011 nahm Wisser am Ingeborg-Bachmann-Preis in Klagenfurt teil. Im selben Jahr erschien sein zweiter Roman STANDBY, der mit seiner an Gebrauchsanweisungen angelehnten Sprache, die fast durchgehend passivisch ist, viel Beachtung fand.
Für seinen Roman Königin der Berge wurde er mit dem Österreichischen Buchpreis 2018 ausgezeichnet.
Als Musiker ist Daniel Wisser seit 1994 Mitglied der Band Erstes Wiener Heimorgelorchester.
Er ist der Halbbruder vom Musiker, Komponisten und Literaten Haimo Wisser.
Unter dem Pseudonym Simon Ammer veröffentlichte er 2024 seinen ersten Kriminalroman Das Paradies war früher schöner.

## Trivia
Im Jahr 2017 trat Wisser als Kandidat bei der Millionenshow mit Armin Assinger auf, wo er es auf den heißen Stuhl schaffte und 14 von 15 Fragen meisterte. Bei der Millionenfrage stieg er jedoch aus und gewann somit 300.000 Euro.

## Auszeichnungen
- 2007 Österreichisches Staatsstipendium für Literatur
- 2011 Förderpreis des Landes Kärnten
- 2013, 2015, 2017 Elias-Canetti-Stipendium der Stadt Wien
- 2018: Johann-Beer-Literaturpreis für Königin der Berge[5]
- 2018: Österreichischer Buchpreis für Königin der Berge[3]
- 2024: Buchpreis der Wiener Wirtschaft[6]
- 2024: Preis der Stadt Wien für Literatur[7]

## Filme
- Lesung aus STANDBY im brut Wien, Daniel Wisser im Gespräch mit Franz Schuh, 27. September 2011 im brut Wien, Online youtube.com 8:04
- Lesung aus „Ein weißer Elefant“, 6. September 2013 im MuseumsQuartier, Online youtube.com 11:45

## Werke
- Literatur Literatur. DeutschlandRadio, Berlin 1993.
- Der Stern im Westen. ORF, Wien 1995.
- Langes Bein und franges Bein. ORF, Wien 1996.
- Dopplergasse acht. Ritter Verlag, Klagenfurt 2003, ISBN 3-85415-338-4.
- Die Tür. ORF, Wien 2008.
- STANDBY. Klever Verlag, Wien 2011, ISBN 978-3-902665-37-9.[8][9][10]
- Ein weißer Elefant. Roman, Klever Verlag, Wien 2013, ISBN 978-3-902665-68-3.
- Kein Wort für Blau. Erzählungen, Klever Verlag, Wien 2016, ISBN 978-3-903110-06-9.
- Löwen in der Einöde. Roman, Jung und Jung, Salzburg 2017, ISBN 978-3-99027-095-0.
- Königin der Berge. Roman, Jung und Jung, Salzburg 2018, ISBN 978-3-99027-224-4.
- Wir bleiben noch. Roman, Luchterhand Literaturverlag, München 2021, ISBN 978-3-630-87644-3.
- Tausend kleine Traurigkeiten. Politische Kommentare, Bahoe Books, Wien 2022, ISBN 978-3-903290-69-3.
- Die erfundene Frau. Erzählungen, Luchterhand Literaturverlag, München 2022, ISBN 978-3-630-87643-6.
- 0 1 2, Roman, Luchterhand Literaturverlag, München 2023, ISBN 978-3-630-87708-2.
- Unter dem Fußboden. Gesammelte Erzählungen 2009–2023. Klever Verlag, Wien 2024, ISBN 978-3-99156-005-0.

### Unter dem Pseudonym Simon Ammer
- Das Paradies war früher schöner. Kriminalroman, Droemer, München 2024, ISBN 978-3-426-44852-6.
- Auf dem Gipfel ist Ruh'. Kriminalroman, Droemer, München 2025, ISBN 978-3-426-44855-7.

## Hörspiele (Auswahl)
- 2021: Die Vitaminlüge – Regie: Ursula Scheidle, Komposition: Angélica Castelló mit Chris Pichler, Andrea Clausen, Linde Prelog, Michou Friesz, Klaus Höring, Pippa Galli, Sarah Viktoria Frick u. a. (Länge: 45'02, Originalhörspiel – BR/ORF)[11]